# Nymula pittheus
Nymula pittheus är en fjärilsart som beskrevs av Hoffmansegg 1818. Nymula pittheus ingår i släktet Nymula och familjen Riodinidae. Inga underarter finns listade i Catalogue of Life.